# Biblioteca do Congresso
A Biblioteca do Congresso (em inglês:  Library of Congress) é a biblioteca de pesquisa do Congresso dos Estados Unidos, sendo de facto a biblioteca nacional dos Estados Unidos e a instituição cultural mais antiga daquele país.
Localizada em três edifícios na capital dos Estados Unidos, Washington, D.C., a Biblioteca do Congresso possui mais de 155 milhões de itens, entre livros, manuscritos, jornais, revistas, mapas, vídeos e gravações de áudio, incluindo materiais disponíveis em 470 idiomas, sendo a maior biblioteca do mundo, tanto em espaço de armazenagem como no número de livros.

## História

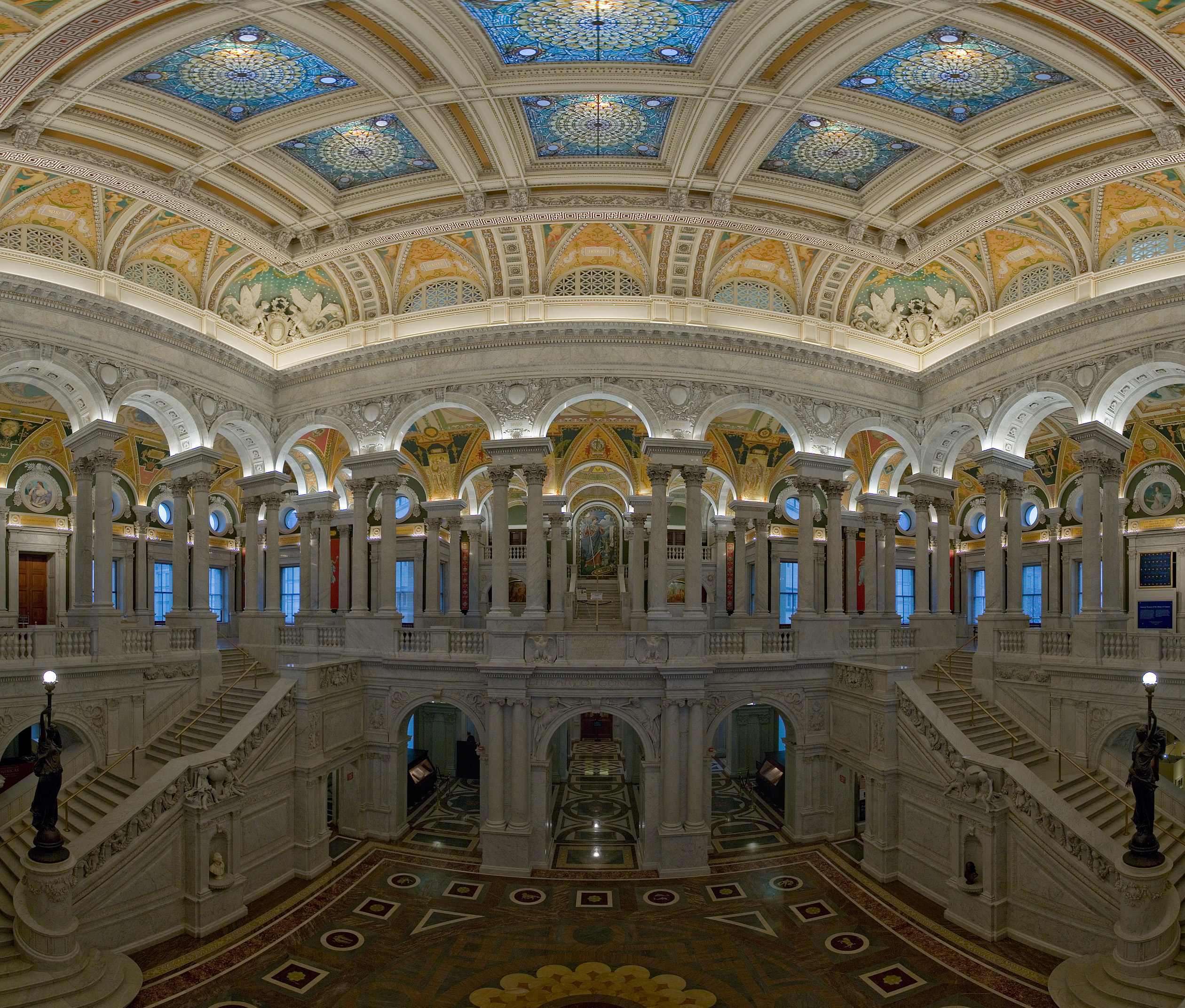
O Grande Hall interior da Biblioteca do Congresso.

A Biblioteca do Congresso foi inaugurada em 24 de abril de 1800, quando o presidente norte-americano John Adams assinou um Ato do Congresso transferindo a sede de governo nacional da Filadélfia para a nova capital federal, Washington, DC.
A legislação destinou verbas de cinco mil dólares para a aquisição daqueles livros que eram necessários ao uso do congresso e para deixar um apartamento adequado para contê-los. A biblioteca original foi hospedada no novo Capitólio até agosto de 1814, quando as tropas invasoras britânicas atearam fogo no prédio do Capitólio, destruindo o conteúdo da pequena biblioteca, que continha então apenas três mil volumes.
Dentro de um mês, o ex-presidente Thomas Jefferson ofereceu sua biblioteca pessoal como reposição. Jefferson tinha gasto 50 anos acumulando livros “armazenando tudo que fosse relacionado aos Estados Unidos, e realmente tudo que fosse raro e valioso em cada ciência”. Sua biblioteca foi considerada uma das melhores dos Estados Unidos. Jefferson, que estava pesadamente endividado, procurou usar o lucro com a venda dos livros para quitar suas dívidas com os credores. Ele antecipou a discussão sobre o universo da sua coleção, que incluía livros em línguas estrangeiras e volumes de filosofia, ciência, literatura e outros tópicos que não eram normalmente vistos em uma biblioteca legislativa. Ele escreveu: “Eu ignoro que haja em meu acervo qualquer ramo da ciência que o congresso deveria excluir da sua coleção; não existe, de fato, nenhum assunto que um membro do congresso não tenha oportunidade de utilizar.”
Em janeiro de 1815 o congresso aceitou a oferta de Jefferson destinando 23 950 dólares em troca de seus 6 487 livros. O conceito Jeffersoniano de universalidade, a crença de que todos os assuntos são importantes para a biblioteca legislativa dos Estados Unidos, é a filosofia e a lógica por trás das políticas de coleção da biblioteca do congresso nos dias atuais.
Em dezembro de 1851, houve um incêndio na biblioteca do congresso. O fogo destruiu 35 mil livros, um retrato original de Cristóvão Colombo, retratos dos cinco primeiros presidentes dos Estados Unidos pintados por Gilbert Stuart e estátuas de George Washington, Thomas Jefferson e do Marquês de Lafayette.

## Acervo
A biblioteca possuía, em 2009, mais de 32 milhões de livros catalogados, mais de 63 milhões de manuscritos, 3 milhões de gravações de áudio, mais de 5 milhões de mapas, 16 milhões de microformas e a maior coleção de livros raros da América do Norte, incluindo uma das quatro cópias restantes da Bíblia de Gutenberg em papel velino.

## Utilização
A biblioteca é aberta ao público em geral para pesquisa acadêmica e turistas também podem visitá-la. Somente os portadores do "cartão de identificação do leitor" podem entrar nas salas de leitura e ter acesso à coleção. Esse cartão está disponível no edifício Madison a pessoas que tenham, no mínimo, 16 anos de idade, comprovados pela apresentação de algum documento de identificação contendo foto e emitida pelo governo (ex: carteira de habilitação ou passaporte). No entanto, apenas membros do Congresso, juízes da Suprema Corte de Justiça, seus empregados, empregados da Biblioteca do Congresso e alguns outros oficiais do governo podem realmente fazer um exame minucioso dos livros.